# Obere Mühle (Alertshausen)
Die Obere Mühle war eine Mühlenanlage mit einer Mahlmühle sowie einer Landwirtschaft im Ortsteil Alertshausen der Stadt Bad Berleburg im Kreis Siegen-Wittgenstein in Nordrhein-Westfalen. Die Mühle gehörte zum Kirchspiel Elsoff.

## Lage
Die Mühle lag nördlich des Dorfkerns an der Landstraße 817 Richtung Diedenshausen. Gespeist wurde die Anlage aus dem Elsoffbach.

## Geschichte
Die erste urkundliche Erwähnung einer Mühle in Alertshausen bezieht sich auf eine Urkunde des Berleburger Archivs vom 1. Mai 1415. Ein gewisser Eckel Molnn (der Müller) von Alertshausen (Aldirshusin) gelobt und schwört dem Grafen von Berleburg das ihm überlassene Land nicht zu verlassen und Abgaben zu leisten. Ob es sich um die Obere Mühle gehandelt hat, kann nicht genau gesagt werden. Eine genaue Folge der Besitzer, bzw. der Betreiber der Mühle, ist bis um das Jahr 1680 nicht bekannt. Ludwig Michel ist der neue Müller in Alertshausen. Einen allgemeinen Eintrag finden wir unter dem 20. Oktober 1641 in einen Registerauszug des Pfarrers Georgius Mengell in dem Kirchenlehngüter zu Altershausen aufgeführt werden. Hier wird der Mühlgraben beschrieben. Die Mühle wurde immer wieder umgebaut und modernisiert. Bis in die 1960er Jahre wurde hier noch gemahlen.